# 查爾斯·謝彭斯

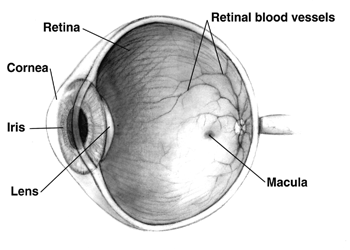
人眼橫切面圖。由美國國立衛生研究院國家眼科研究所提供。

查爾斯·路易斯·謝彭斯（法語：Charles Louis Schepens，1912年3月13日—2006年3月28日）是一名比利時眼科醫生，被許多業內人士譽為「現代視網膜手術之父」，同時也是法國抵抗運動成員。

## 早年生活和教育
謝彭斯1912年出生於比利時穆斯克龍，父親是一名醫生。他最初學習數學，1935年畢業於根特大學醫學院。第二次世界大戰前，謝彭斯在英國倫敦莫菲爾德眼科醫院接受眼科訓練。1940年德軍入侵比利時後，他成為比利時空軍的醫官。
比利時淪陷後，謝彭斯逃到法國，並積極參與法國抵抗運動。在1942年和1943年期間，他翻越比利牛斯山，向西班牙偷運文件和人員。謝彭斯曾兩度被蓋世太保抓獲。他化名雅克·佩羅（Jacques Perot），是巴斯克村莊芒迪沃的木材廠經營者。他意識到德國人已經知道這次行動，於是逃到英國。

## 職業生涯
戰後，謝彭斯在莫菲爾德重新開始他的醫學生涯。1947年，他移民美國，成為哈佛醫學院的研究員。謝彭斯是眼科玻璃體視網膜亞專科的開創者。1949年，他在麻薩諸塞州眼耳醫院建立世界上第一個視網膜服務機構和第一個視網膜疾病研究室。1950年，他創建一個視網膜疾病研究實驗室，即視網膜基金會。現在，它被稱為謝彭斯眼科研究所，隸屬於哈佛大學和麻省總醫院。研究所從最初的6名員工發展到2006年的200名員工，當時是美國最大的獨立眼科研究機構。2011年，該研究所與麻薩諸塞州眼耳醫院合併。
1967年，謝彭斯創立視網膜學會，並在1968年至1969年間擔任該學會的首任主席。
謝彭斯發明了雙眼間接眼底鏡（BIO），這種眼底鏡通常用於觀察視網膜。他最初發明的BIO現在由史密森尼學會收藏。據說，謝彭斯是在德國轟炸倫敦期間用從倫敦街頭收集的金屬碎片組裝出BIO的原型的。他也是鞏膜扣帶等修復視網膜脫離手術技術的先驅。這些技術的使用使視網膜再沾黏手術的成功率從40%提高到90%。在他的職業生涯中，謝彭斯寫了四本書和340多篇研究論文。

## 榮譽
1999年，謝彭斯被美國白內障和屈光手術學會評選為本世紀最具影響力的十位眼科醫師之一。2003年，美國眼科學會將他列為首屆獲獎者之一，以表彰他對該領域的貢獻。2006年，法國總領事向他頒發法國榮譽軍團勳章，以表彰他將100多人從法國偷運到西班牙的英雄事蹟。
梅格·奧斯特魯姆（Meg Ostrum）在2004年出版的《外科醫生與牧羊人：維琪法國的兩名抵抗英雄》（The Surgeon and the Shepherd: Two Resistance Heroes in Vichy France）一書中講述了謝彭斯一生的故事。2006年，謝彭斯因中風去世，享年94歲。
2013年，醫學博士安德魯·藍（Andrew Lam）所寫的暢銷書《拯救視力：一名眼科醫生講述面具背後的生活，以及改變我們視力的英雄們》（Saving Sight: An eye surgeon's look at life behind the mask and the heroes who changed the way we see）中收錄了謝彭斯的傳記。

## 外部連結
- Joseph P. Kahn.  (PDF).   [April 7, 2006]. （原始内容 (PDF)存档于January 31, 2005）. Boston Globe. April 15, 2004.
- Schepens Eye Research Institute （页面存档备份，存于）
- Schepens Retina Associates Foundation
- Schepens International Society 的存檔，存档日期March 9, 2022，.
- .   [April 7, 2006]. （原始内容存档于February 6, 2007）.